# Beaulieu (Hérault)
Pour les articles homonymes, voir Beaulieu.
Beaulieu (en occitan : Bello Loco, ou  Belloc)  est une commune française située dans le nord-est du département de l'Hérault, en région Occitanie.
Exposée à un climat méditerranéen, aucun cours d'eau permanent n'est répertorié sur la commune. La commune possède un patrimoine naturel remarquable composé de trois zones naturelles d'intérêt écologique, faunistique et floristique.
Beaulieu est une commune urbaine qui compte 2 239 habitants en 2022, après avoir connu une forte hausse de la population depuis 1962. Elle est ville-centre de l'agglomération de Beaulieu et fait partie de l'aire d'attraction de Montpellier. Ses habitants sont appelés les Beaulieurois et Beaulieuroises.
Situé à l'est du département, entre Montpellier (16 km) et Nîmes (33 km), et à 27 km des stations balnéaires (La Grande Motte et Carnon), ce village viticole traversé par la Via Domitia est réputé dans la région pour ses pierres extraites dans les carrières, sur le plateau du Regagnat, au sud de la commune. La commune fait partie de Montpellier Méditerranée Métropole et de l'association Alliance des Beaulieu de France et de tout pays.

## Géographie

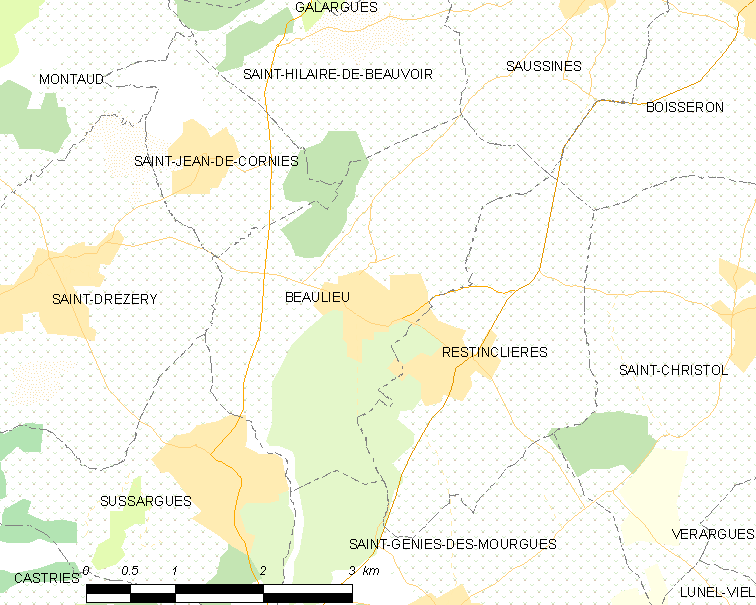
Carte

### Localisation
Beaulieu est située sur une colline de calcaire, s'étend sur des plaines et des coteaux arborés ou cultivés (vigne) au nord et au sud-ouest de la commune, elle est boisée par la garrigue au sud ainsi qu'une petite partie au nord par le Bois du Peillou. La commune située dans l'arrière pays montpelliérain, est à une demi-heure de la Méditerranée et du Pic Saint-Loup, à moins d'une heure des hauteurs cévenoles, à 5 minutes des communes de Sommières et Castries, à 20 minutes de Montpellier et à une demi-heure de Nîmes.

### Communes limitrophes et proches

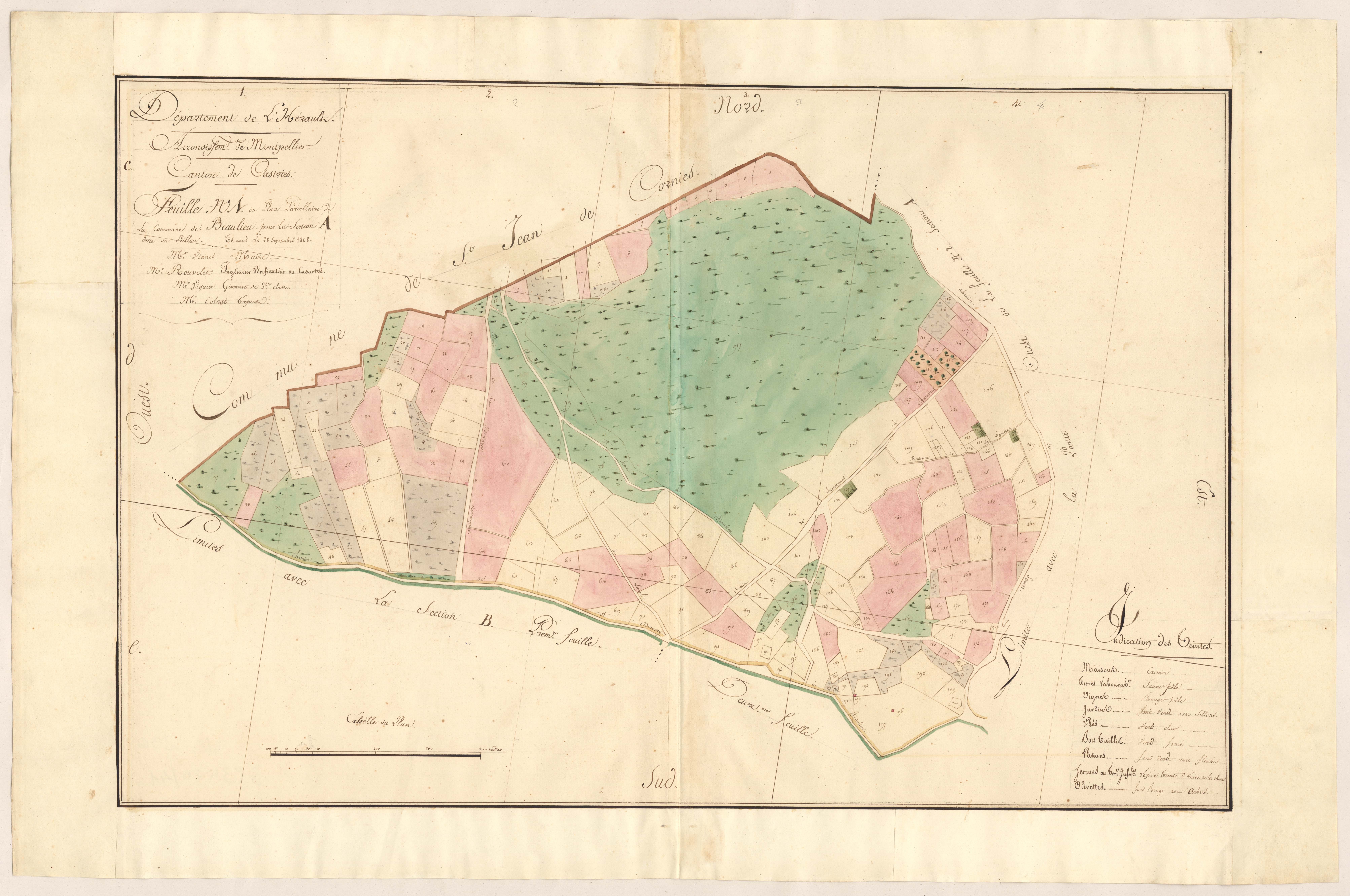
Plan cadastre napoléonien de la section de Peillou, 1808.

| Saint-Hilaire-de-Beauvoir (3.24 / 4,07 km) Saint-Jean-de-Cornies (2.41 / 3,30 km) Montaud (5.69 / 6,77 km) | Galargues (4.69 / 5,78 km)    | Campagne (6.60 / 7,89 km) Aspères (9.09 / 10,65 km) Salinelles (9.98 / 14,32 km) Saussines (4.71 / 6,03 km) Boisseron (5.95 / 7,12 km) Aubais (10.32 / 14,84 km) |
| Saint-Drézéry (3.60 / 4,30 km)                                                                             | Beaulieu                      | Saint-Christol (4.62 / 5,09 km) |
| Assas (10.24 / 12,01 km) Teyran (9.33 / 11,71 km) Sussargues (2.25 / 2,93 km)                              | Baillargues (7.55 / 10,80 km) | Restinclières (1.34 / 1,44 km) Valergues (7.30 / 9,78 km) Saint-Geniès-des-Mourgues (3.55 / 3,88 km)                                                             |

### Hydrographie
Trois cours d'eau sont situés dans la commune : Le Bérange et les ruisseaux du Mas de Lauriol et de la Gendarme.

### Climat
Pour des articles plus généraux, voir Climat de l'Occitanie et Climat de l'Hérault.
En 2010, le climat de la commune est de type climat méditerranéen franc, selon une étude s'appuyant sur une série de données couvrant la période 1971-2000. En 2020, Météo-France publie une typologie des climats de la France métropolitaine dans laquelle la commune est exposée à un climat méditerranéen et est dans la région climatique  Provence, Languedoc-Roussillon, caractérisée par une pluviométrie faible en été, un très bon ensoleillement (2 600 h/an), un été chaud (21,5 °C), un air très sec en été, sec en toutes saisons, des vents forts (fréquence de 40 à 50 % de vents > 5 m/s) et peu de brouillards.
Pour la période 1971-2000, la température annuelle moyenne est de 14,2 °C, avec une amplitude thermique annuelle de 17,2 °C. Le cumul annuel moyen de précipitations est de 761 mm, avec 5,9 jours de précipitations en janvier et 2,9 jours en juillet. Pour la période 1991-2020, la température moyenne annuelle observée sur la station météorologique la plus proche, située sur la commune de Entre-Vignes à 5 km à vol d'oiseau, est de 15,1 °C et le cumul annuel moyen de précipitations est de 748,8 mm,. Pour l'avenir, les paramètres climatiques de la commune estimés pour 2050 selon différents scénarios d'émission de gaz à effet de serre sont consultables sur un site dédié publié par Météo-France en novembre 2022.

### Milieux naturels et biodiversité

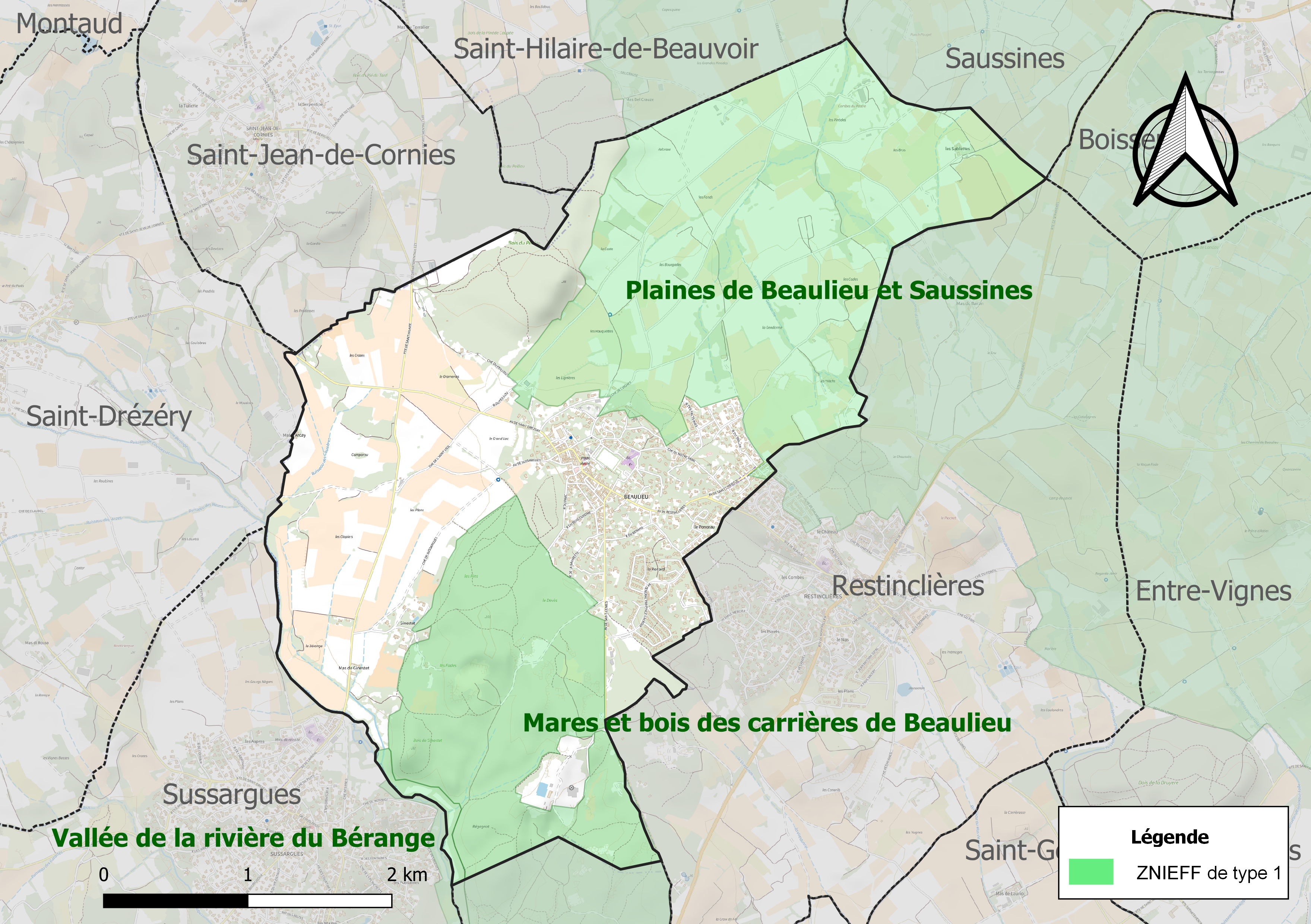
Carte des ZNIEFF de type 1 localisées sur la commune.

L’inventaire des zones naturelles d'intérêt écologique, faunistique et floristique (ZNIEFF) a pour objectif de réaliser une couverture des zones les plus intéressantes sur le plan écologique, essentiellement dans la perspective d’améliorer la connaissance du patrimoine naturel national et de fournir aux différents décideurs un outil d’aide à la prise en compte de l’environnement dans l’aménagement du territoire. 
Trois ZNIEFF de type 1 sont recensées sur la commune :
- les « mares et bois des carrières de Beaulieu » (260 ha), couvrant 2 communes du département[9] ;
- les « plaines de Beaulieu et Saussines » (1 986 ha), couvrant 7 communes du département[10],
- la « vallée de la rivière du Bérange » (99 ha), couvrant 4 communes du département[11] ;

## Urbanisme

### Typologie
Au 1er janvier 2024, Beaulieu est catégorisée petite ville, selon la nouvelle grille communale de densité à sept niveaux définie par l'Insee en 2022.
Elle appartient à l'unité urbaine de Beaulieu, une agglomération intra-départementale regroupant deux  communes, dont elle est ville-centre,,. Par ailleurs la commune fait partie de l'aire d'attraction de Montpellier, dont elle est une commune de la couronne,. Cette aire, qui regroupe 161 communes, est catégorisée dans les aires de 700 000 habitants ou plus (hors Paris),.

### Occupation des sols
L'occupation des sols de la commune, telle qu'elle ressort de la base de données européenne d’occupation biophysique des sols Corine Land Cover (CLC), est marquée par l'importance des territoires agricoles (59,7 % en 2018), en diminution par rapport à 1990 (61 %). La répartition détaillée en 2018 est la suivante : 
cultures permanentes (57,8 %), milieux à végétation arbustive et/ou herbacée (21,8 %), zones urbanisées (13,3 %), forêts (5,2 %), zones agricoles hétérogènes (1,4 %), prairies (0,5 %). L'évolution de l’occupation des sols de la commune et de ses infrastructures peut être observée sur les différentes représentations cartographiques du territoire : la carte de Cassini (XVIIIe siècle), la carte d'état-major (1820-1866) et les cartes ou photos aériennes de l'IGN pour la période actuelle (1950 à aujourd'hui).

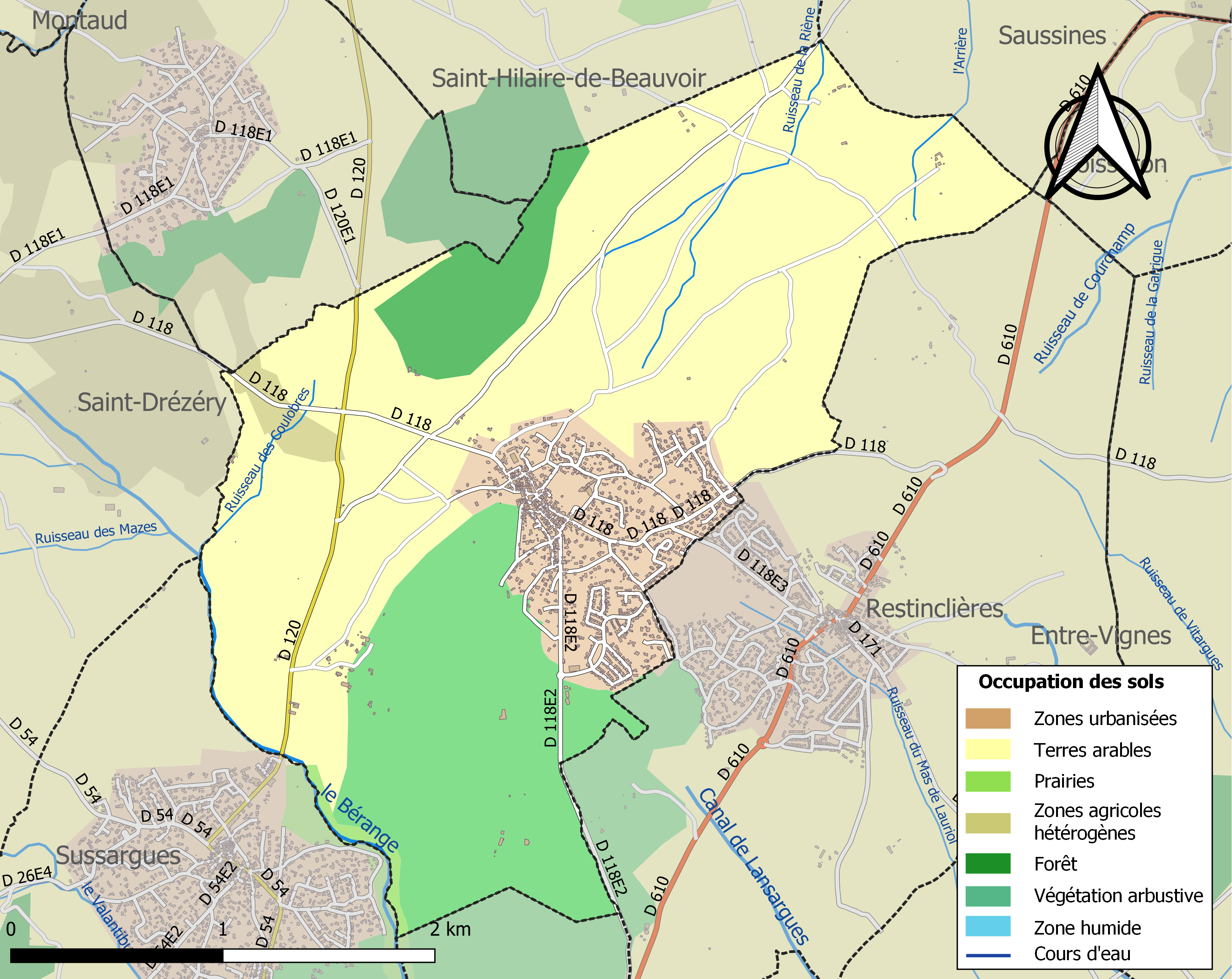
Carte des infrastructures et de l'occupation des sols de la commune en 2018 (CLC).

### Risques majeurs
Le territoire de la commune de Beaulieu est vulnérable à différents aléas naturels : météorologiques (tempête, orage, neige, grand froid, canicule ou sécheresse), feux de forêts et séisme (sismicité faible). Il est également exposé à un risque technologique,  le transport de matières dangereuses. Un site publié par le BRGM permet d'évaluer simplement et rapidement les risques d'un bien localisé soit par son adresse soit par le numéro de sa parcelle.

#### Risques naturels
Beaulieu est exposée au risque de feu de forêt. Un plan départemental de protection des forêts contre les incendies (PDPFCI) a été approuvé en juin 2013 et court jusqu'en 2022, où il doit être renouvelé. Les mesures individuelles de prévention contre les incendies sont précisées par deux arrêtés préfectoraux et s’appliquent dans les zones exposées aux incendies de forêt et à moins de 200 mètres de celles-ci. L’arrêté du 25 avril 2002 réglemente l'emploi du feu en interdisant notamment d’apporter du feu, de fumer et de jeter des mégots de cigarette dans les espaces sensibles et sur les voies qui les traversent sous peine de sanctions. L'arrêté du 11 mars 2013 rend le débroussaillement obligatoire, incombant au propriétaire ou ayant droit,.

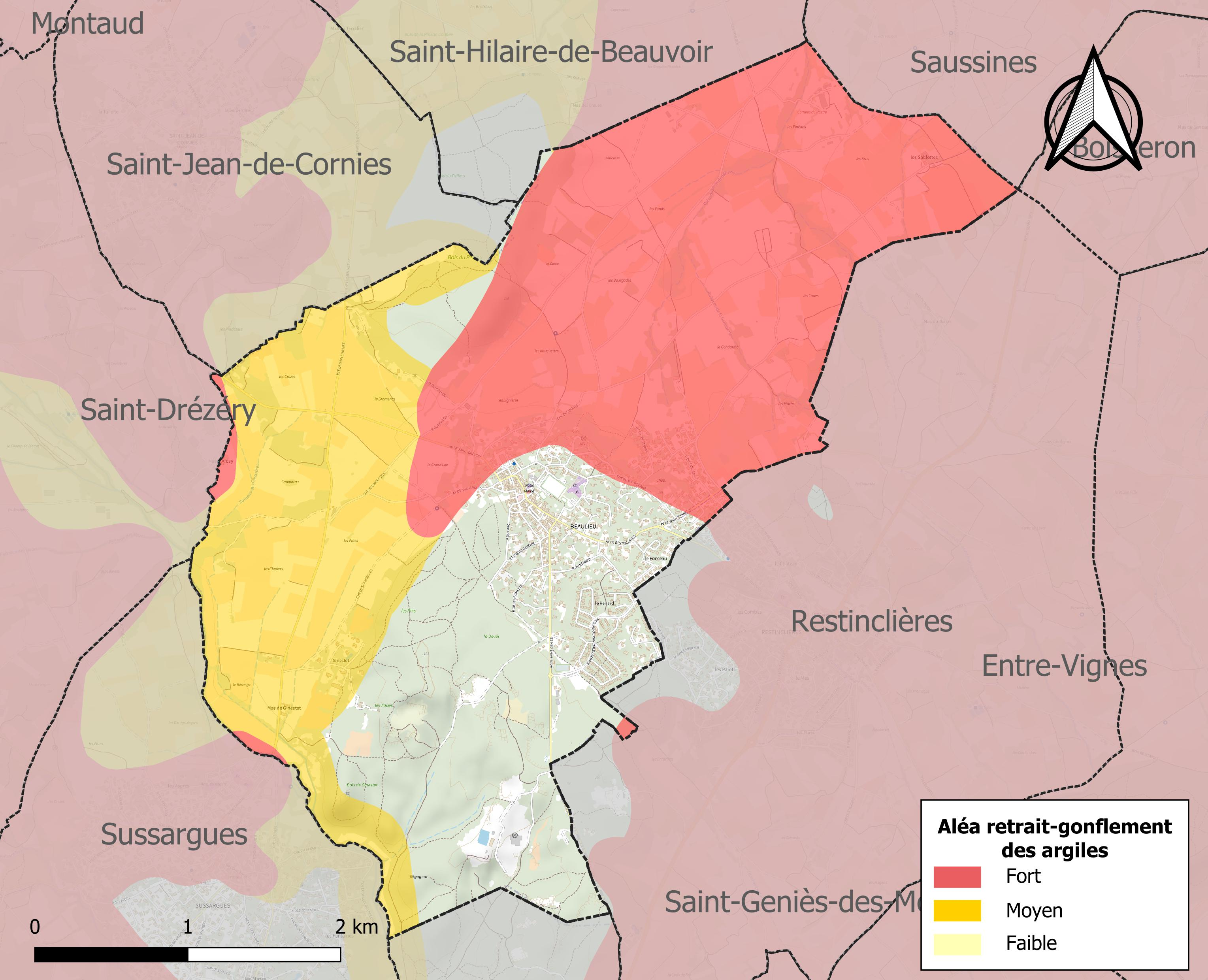
Carte des zones d'aléa retrait-gonflement des sols argileux de Beaulieu.

Le retrait-gonflement des sols argileux est susceptible d'engendrer des dommages importants aux bâtiments en cas d’alternance de périodes de sécheresse et de pluie. 70 % de la superficie communale est en aléa moyen ou fort (59,3 % au niveau départemental et 48,5 % au niveau national). Sur les 626 bâtiments dénombrés sur la commune en 2019, 192 sont en aléa moyen ou fort, soit 31 %, à comparer aux 85 % au niveau départemental et 54 % au niveau national. Une cartographie de l'exposition du territoire national au retrait gonflement des sols argileux est disponible sur le site du BRGM,.
Par ailleurs, afin de mieux appréhender le risque d’affaissement de terrain, l'inventaire national des cavités souterraines permet de localiser celles situées sur la commune.
La commune a été reconnue en état de catastrophe naturelle au titre des dommages causés par les inondations et coulées de boue survenues en 1982, 1992, 1994, 1998, 2001, 2002, 2003, 2005, 2014 et 2015. 

#### Risques technologiques
Le risque de transport de matières dangereuses sur la commune est lié à sa traversée par des infrastructures routières ou ferroviaires importantes ou la présence d'une canalisation de transport d'hydrocarbures. Un accident se produisant sur de telles infrastructures est susceptible d’avoir des effets graves sur les biens, les personnes ou l'environnement, selon la nature du matériau transporté. Des dispositions d’urbanisme peuvent être préconisées en conséquence.

## Accès et transports
Elle est desservie par la route nationale RN110 (déclassée en RD610) qui relie Montpellier à Alès, par la D120 qui relie Sussargues à Campagne et est traversée par la D118, reliant Saint-Drézéry à Saturargues.
Deux lignes d'autocars desservent Beaulieu : La ligne 612 et la ligne 605, toutes les deux à destination de Castelnau-le-Lez (Arrêt Notre-Dame-De-Sablassou, liée à la ligne 2 du tramway de Montpellier), passant par le collège Les Pins de Castries. Un bus scolaire dessert aussi Beaulieu à destination des lycées Victor Hugo et Louis Feuillade de Lunel.

## Toponymie
L'ancien village s'appelait Aissadanègues, et jouxtait un village du nom de Beaulieu, qui se situait près de la Chapelle Notre-Dame-de-la-Pitié de Beaulieu. Lorsque le « Beaulieu primitif », trop éloigné du château, fut abandonné, Aissadanègues reprit à son compte le nom de Beaulieu, attesté sous les formes de Bello Loco en 1194, de Belluoc en 1209, Beaulieu en 1526,.
Le nom provient du latin bellus locus, fidèlement traduit en « beau lieu », c'est-à-dire « bel endroit, beau site », endroit agréable à habiter.
En France, dix communes portent le nom de « Beaulieu » dans d'autres département : Ardèche, Cantal, Côte-d'Or, Indre, Isère, Haute-Loire, Nièvre, Orne et Puy-de-Dôme. Certaines communes ont adjoint, pour se différencier, un complément indiquant leur situation : Beaulieu-sur-Dordogne, Beaulieu-sur-Mer, Beaulieu-sur-Loire, Beaulieu-sur-Layon, Beaulieu-sous-la-Roche, Beaulieu-les-Fontaines, Beaulieu-sur-Sonnette, Beaulieu-sur-Oudon, Beaulieu-en-Argonne, Beaulieu-lès-Loches et Beaulieu-sous-Parthenay.
La gentilé des habitants de Beaulieu est très variée : Beaulieusard, Beaulieurois, Bellilocien, Bellieurain, Bellilocois, Belliloquois, Belliloqueteux, Belliquière, Berlugan, Beloudonien[réf. nécessaire].

## Histoire
Anciennement appelé Belloc au XVIIe siècle, Beaulieu, juché sur un plateau calcaire à 100 mètres d'altitude, s'est implanté autour de son château datant du XIIe siècle. Il reste en même temps très attaché à sa chapelle romane. Petit village qui vivra durant des siècles essentiellement d'agriculture dans la plaine agricole du nord (vigne, céréale, pastoralisme, etc.) et de l'extraction de la pierre dans ses carrières au sud. Le village était autonome avec ses nombreux commerçants et artisans comme le maréchal-ferrant, bourrelier, charron, etc.. Dans les dernières décennies du XXe siècle, sa population croît fortement et se tourne résolument vers la métropole de Montpellier.
Les habitants de Beaulieu ont pour surnom les Manges-Agasses (en occitan: Li Manjo-Agasso), qui signifie Les Mangeurs de Pie. L'origine de ce surnom survient à une période de diète auquel les Beaulieurois et le village voisin de Restinclières se disputèrent un chêne entre les deux communes abritant un nid de pies. Les Beaulieurois ont fini par obtenir leurs sésame, tandis que les Restinclièrois seront surnommés à la suite de cette histoire Li Rasclet, signifiant Les fauchés[réf. nécessaire].

### Héraldique
| Blason de Beaulieu | Blason  | D'azur (de sable) au lion d'or.                  |
| Blason de Beaulieu | Détails | Le statut officiel du blason reste à déterminer. |

## Politique et administration

### Liste des maires
| Période | Période  | Identité            | Étiquette        | Qualité |
| ------- | -------- | ------------------- | ---------------- | --- |
| 1904    | 1929     | Jean Thouzellier    |                  | Viticulteur |
| 1929    | 1935     | Jean Ferrier        |                  | Viticulteur |
| 1935    | 1944     | Barthélémy Coudeyre |                  | Viticulteur |
| 1944    | 1947     | Paul Grasset        |                  | |
| 1947    | 1959     | Gustave Julian      |                  | Viticulteur |
| 1959    | 1965     | André Martinier     |                  | Viticulteur |
| 1965    | 1983     | Henri Vianes        |                  | Viticulteur |
| 1983    | 1995     | Pierre Volle        | PS               | |
| 1995    | 2008     | Claudette Le Faou   | PS               | |
| 2008    | En cours | Arnaud Moynier,     | UMP, LR puis DVD | Chef d'entreprise dans le secteur de l'agriculture, Conseiller de Montpellier Méditerranée Métropole, suppléant de la Députée LREM Laurence Cristol |

### Jumelage
- Tales (Espagne), dans la Province de Castellón.

## Population et société

### Démographie
L'évolution du nombre d'habitants est connue à travers les recensements de la population effectués dans la commune depuis 1793. Pour les communes de moins de 10 000 habitants, une enquête de recensement portant sur toute la population est réalisée tous les cinq ans, les populations de référence des années intermédiaires étant quant à elles estimées par interpolation ou extrapolation. Pour la commune, le premier recensement exhaustif entrant dans le cadre du nouveau dispositif a été réalisé en 2008.

En 2022, la commune comptait 2 239 habitants, en évolution de +22,02 % par rapport à 2016 (Hérault : +7,49 %, France hors Mayotte : +2,11 %).
| 1793 | 1800 | 1806 | 1821 | 1831 | 1836 | 1841 | 1846 | 1851 |
| ---- | ---- | ---- | ---- | ---- | ---- | ---- | ---- | ---- |
| 177  | 162  | 227  | 262  | 323  | 383  | 427  | 418  | 455  |

| 1856 | 1861 | 1866 | 1872 | 1876 | 1881 | 1886 | 1891 | 1896 |
| ---- | ---- | ---- | ---- | ---- | ---- | ---- | ---- | ---- |
| 476  | 486  | 555  | 600  | 585  | 510  | 504  | 564  | 593  |

| 1901 | 1906 | 1911 | 1921 | 1926 | 1931 | 1936 | 1946 | 1954 |
| ---- | ---- | ---- | ---- | ---- | ---- | ---- | ---- | ---- |
| 605  | 601  | 539  | 515  | 469  | 468  | 462  | 401  | 429  |

| 1962 | 1968 | 1975 | 1982 | 1990 | 1999  | 2006  | 2008  | 2013  |
| ---- | ---- | ---- | ---- | ---- | ----- | ----- | ----- | ----- |
| 424  | 508  | 556  | 739  | 921  | 1 400 | 1 568 | 1 616 | 1 651 |

| 2018  | 2022  | - | - | - | - | - | - | - |
| ----- | ----- | - | - | - | - | - | - | - |
| 2 057 | 2 239 | - | - | - | - | - | - | - |

## Activités économiques
- Viticulture : Coteaux de Vérargues (classé en AOC « Coteaux du Languedoc ») ;
- Carrière  : exploitation de la pierre de Beaulieu ;
- Commerces ;
- Tourisme.

## Sports
- FC Beaulieu, club vétéran de football créé en 2015
- AS Beaulieu XV, club de rugby à XV fondée en 2016
- La Pie Gym, club de gymnastique
- La Boule Rouillée, club de pétanque

## Économie

### Revenus
En 2018, la commune compte 850 ménages fiscaux, regroupant 2 201 personnes. La médiane du revenu disponible par unité de consommation est de 24 540 € (19 820 € dans le département). 58 % des ménages fiscaux sont imposés (40,7 % dans le département).

### Emploi
|                | 2008  | 2013   | 2018   |
| -------------- | ----- | ------ | ------ |
| Commune        | 5,2 % | 7,8 %  | 8,9 %  |
| Département    | 8,9 % | 11,1 % | 11,2 % |
| France entière | 8,3 % | 10 %   | 10 %   |

En 2018, la population âgée de 15 à 64 ans s'élève à 1 297 personnes, parmi lesquelles on compte 80,4 % d'actifs (71,5 % ayant un emploi et 8,9 % de chômeurs) et 19,6 % d'inactifs,. Depuis 2008, le taux de chômage communal (au sens du recensement) des 15-64 ans est inférieur à celui de la France et du département.
La commune fait partie de la couronne de l'aire d'attraction de Montpellier, du fait qu'au moins 15 % des actifs travaillent dans le pôle,. Elle compte 185 emplois en 2018, contre 182 en 2013 et 178 en 2008. Le nombre d'actifs ayant un emploi résidant dans la commune est de 939, soit un indicateur de concentration d'emploi de 19,7 % et un taux d'activité parmi les 15 ans ou plus de 64 %.
Sur ces 939 actifs de 15 ans ou plus ayant un emploi, 114 travaillent dans la commune, soit 12 % des habitants. Pour se rendre au travail, 89,5 % des habitants utilisent un véhicule personnel ou de fonction à quatre roues, 2,2 % les transports en commun, 3,7 % s'y rendent en deux-roues, à vélo ou à pied et 4,6 % n'ont pas besoin de transport (travail au domicile).

### Activités hors agriculture

#### Secteurs d'activités
182 établissements sont implantés  à Beaulieu au 31 décembre 2019. Le tableau ci-dessous en détaille le nombre par secteur d'activité et compare les ratios avec ceux du département,.
| Secteur d'activité                                                                                        | Commune | Commune | Département |
| Secteur d'activité                                                                                        | Nombre  | %       | %           |
| --- | ------- | ------- | ----------- |
| Ensemble                                                                                                  | 182     | 100 %   | (100 %)     |
| Industrie manufacturière, industries extractives et autres                                                | 14      | 7,7 %   | (6,7 %)     |
| Construction                                                                                              | 33      | 18,1 %  | (14,1 %)    |
| Commerce de gros et de détail, transports, hébergement et restauration                                    | 27      | 14,8 %  | (28 %)      |
| Information et communication                                                                              | 13      | 7,1 %   | (3,3 %)     |
| Activités financières et d'assurance                                                                      | 1       | 0,5 %   | (3,2 %)     |
| Activités immobilières                                                                                    | 7       | 3,8 %   | (5,3 %)     |
| Activités spécialisées, scientifiques et techniques et activités de services administratifs et de soutien | 44      | 24,2 %  | (17,1 %)    |
| Administration publique, enseignement, santé humaine et action sociale                                    | 28      | 15,4 %  | (14,2 %)    |
| Autres activités de services                                                                              | 15      | 8,2 %   | (8,1 %)     |

Le secteur des activités spécialisées, scientifiques et techniques et des activités de services administratifs et de soutien est prépondérant sur la commune puisqu'il représente 24,2 % du nombre total d'établissements de la commune (44 sur les 182 entreprises implantées  à Beaulieu), contre 17,1 % au niveau départemental.

#### Entreprises et commerces
Les cinq entreprises ayant leur siège social sur le territoire communal qui génèrent le plus de chiffre d'affaires en 2020 sont : 
- Ymelia, ingénierie, études techniques (608 k€) ;
- Gourmandises Et Traditions, boulangerie et boulangerie-pâtisserie (246 k€) ;
- Avrio Conseil Et Strategie Patrimoniale, activités des agents et courtiers d'assurances (31 k€) ;
- GC Conseils Et Courtage, conseil pour les affaires et autres conseils de gestion (24 k€) ;
- Mir VTC, transports de voyageurs par taxis (10 k€).

### Agriculture
|               | 1988 | 2000 | 2010 | 2020 |
| ------------- | ---- | ---- | ---- | ---- |
| Exploitations | 49   | 27   | 16   | 9    |
| SAU (ha)      | 392  | 326  | 201  | 322  |

La commune est dans le « Soubergues », une petite région agricole occupant le nord-est du département de l'Hérault. En 2020, l'orientation technico-économique de l'agriculture  sur la commune est la viticulture. Neuf exploitations agricoles ayant leur siège dans la commune sont dénombrées lors du recensement agricole de 2020 (49 en 1988). La superficie agricole utilisée est de 322 ha,,.

## Culture locale et patrimoine

### Lieux et monuments
- Église paroissiale Saint-Pierre, construite en 1860 ;
- Chapelle Notre-Dame-de-la-Pitié de Beaulieu. L'édifice a été classé au titre des monuments historiques en 1979[34].
- Château de Beaulieu, construit au XIe siècle ;
- Théâtre des Carrières.

### Galerie

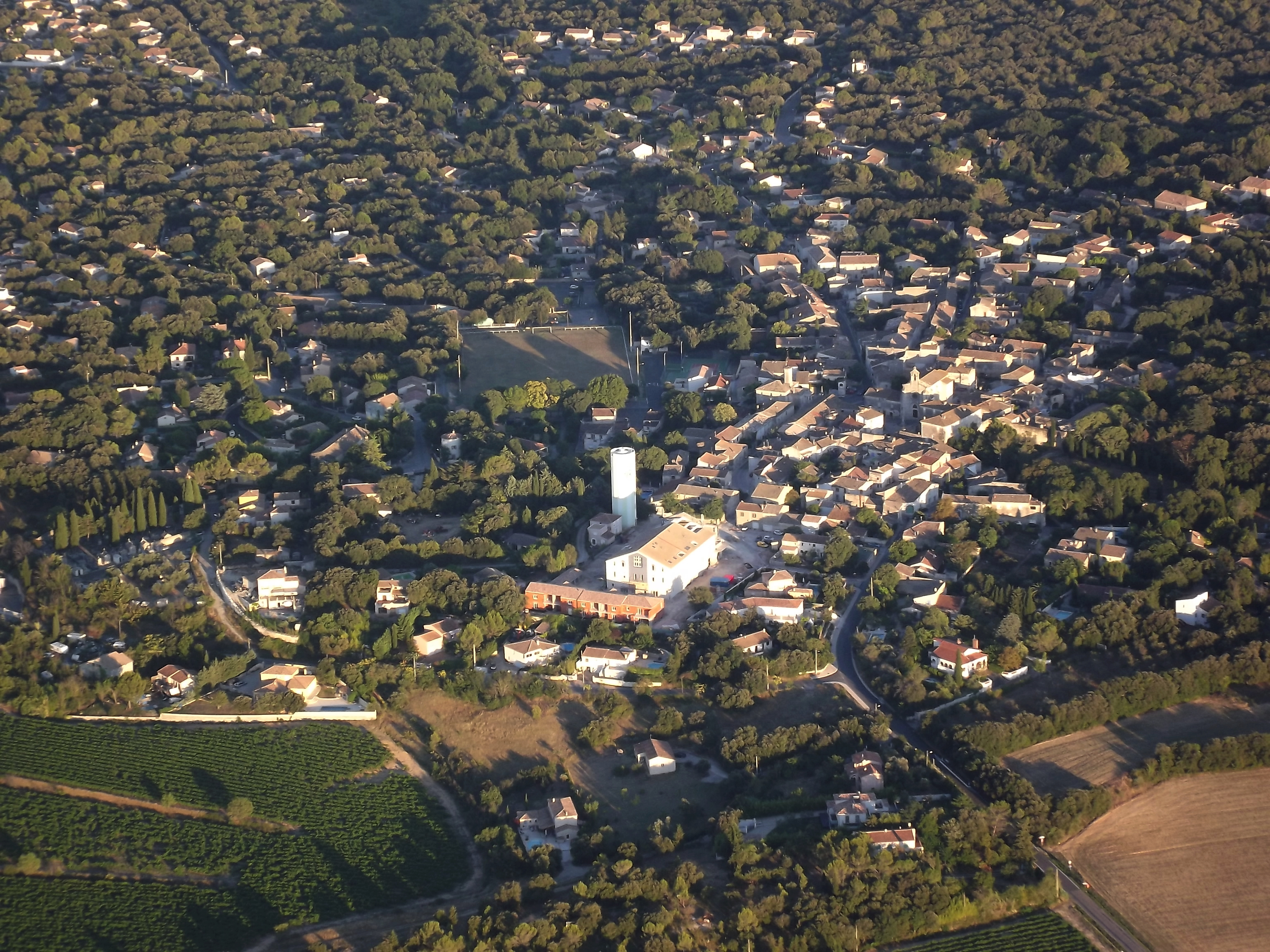
Vue aérienne de Beaulieu.
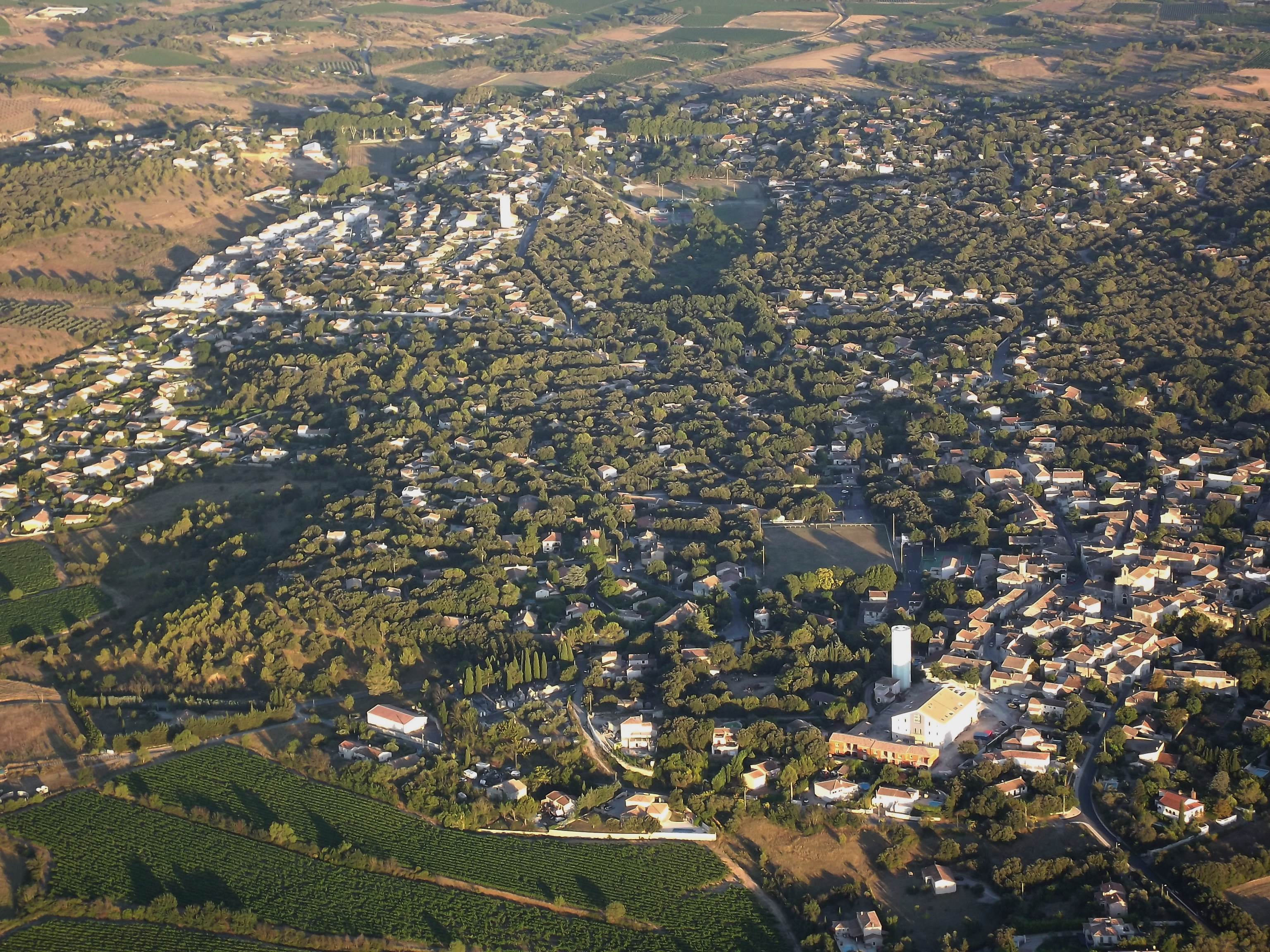
Vue aérienne de Beaulieu et de Restinclières.
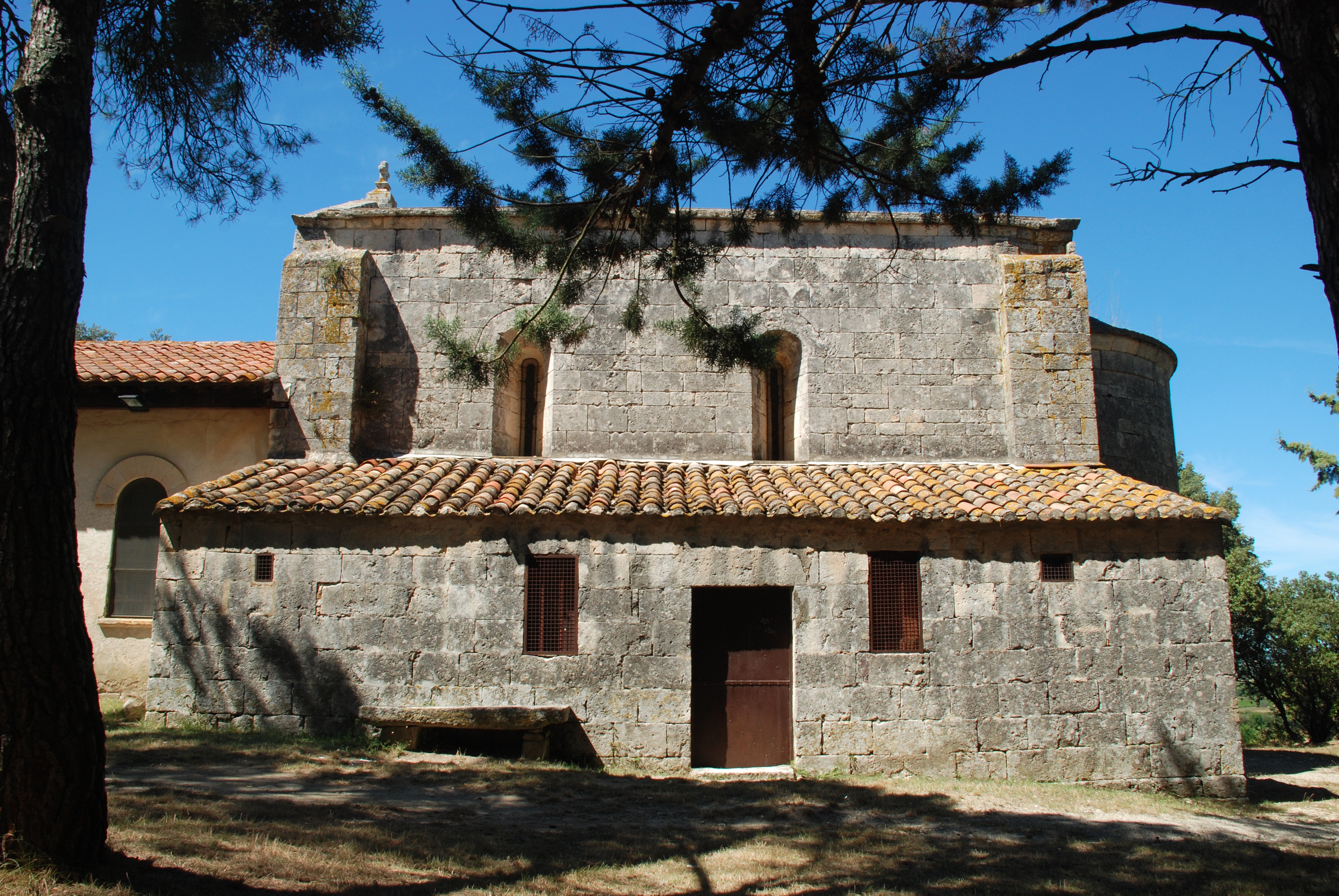
Vue latérale de la chapelle Notre-Dame-de-la-Pitié.
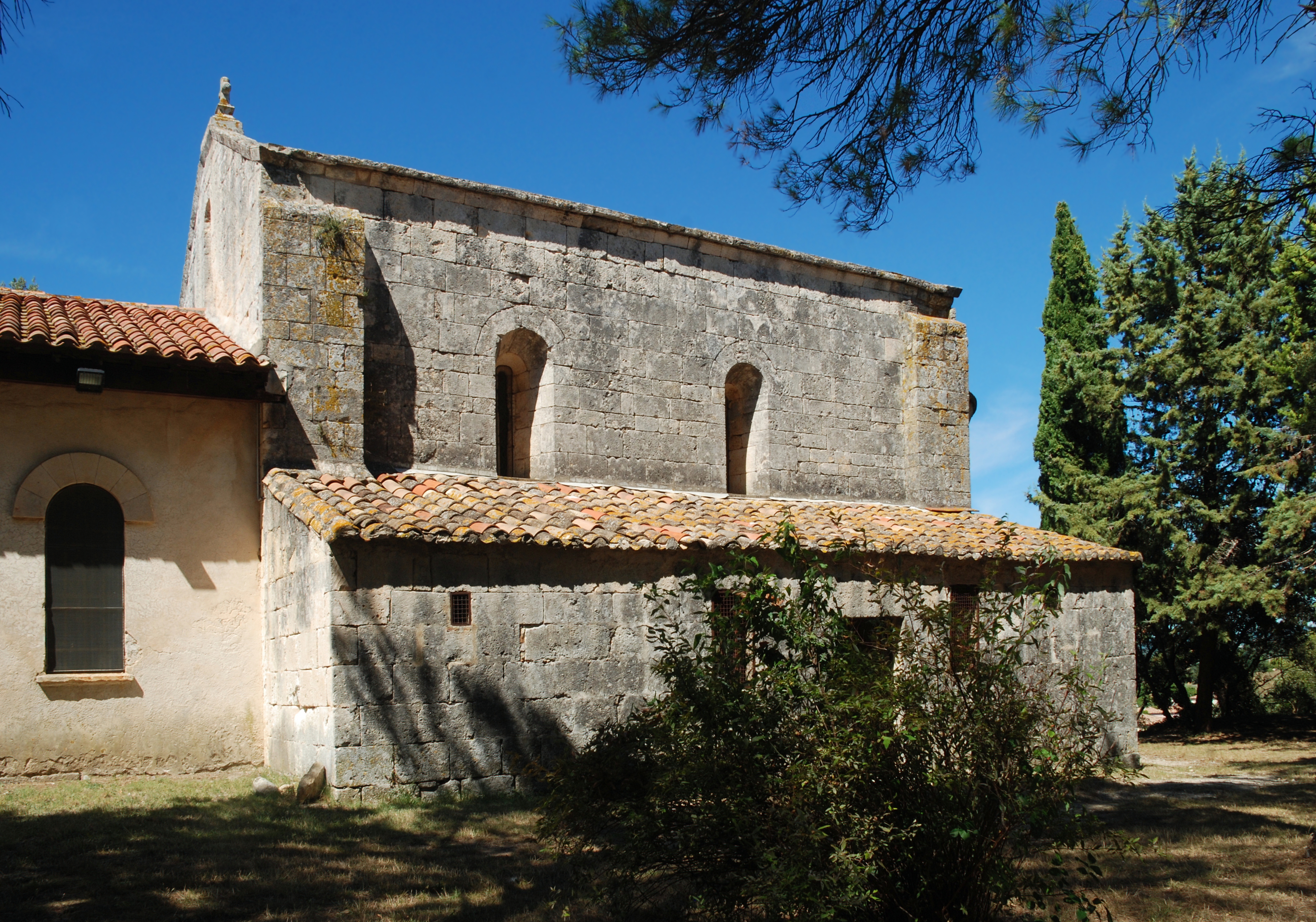
Vue de la chapelle Notre-Dame-de-la-Pitié en 2011.
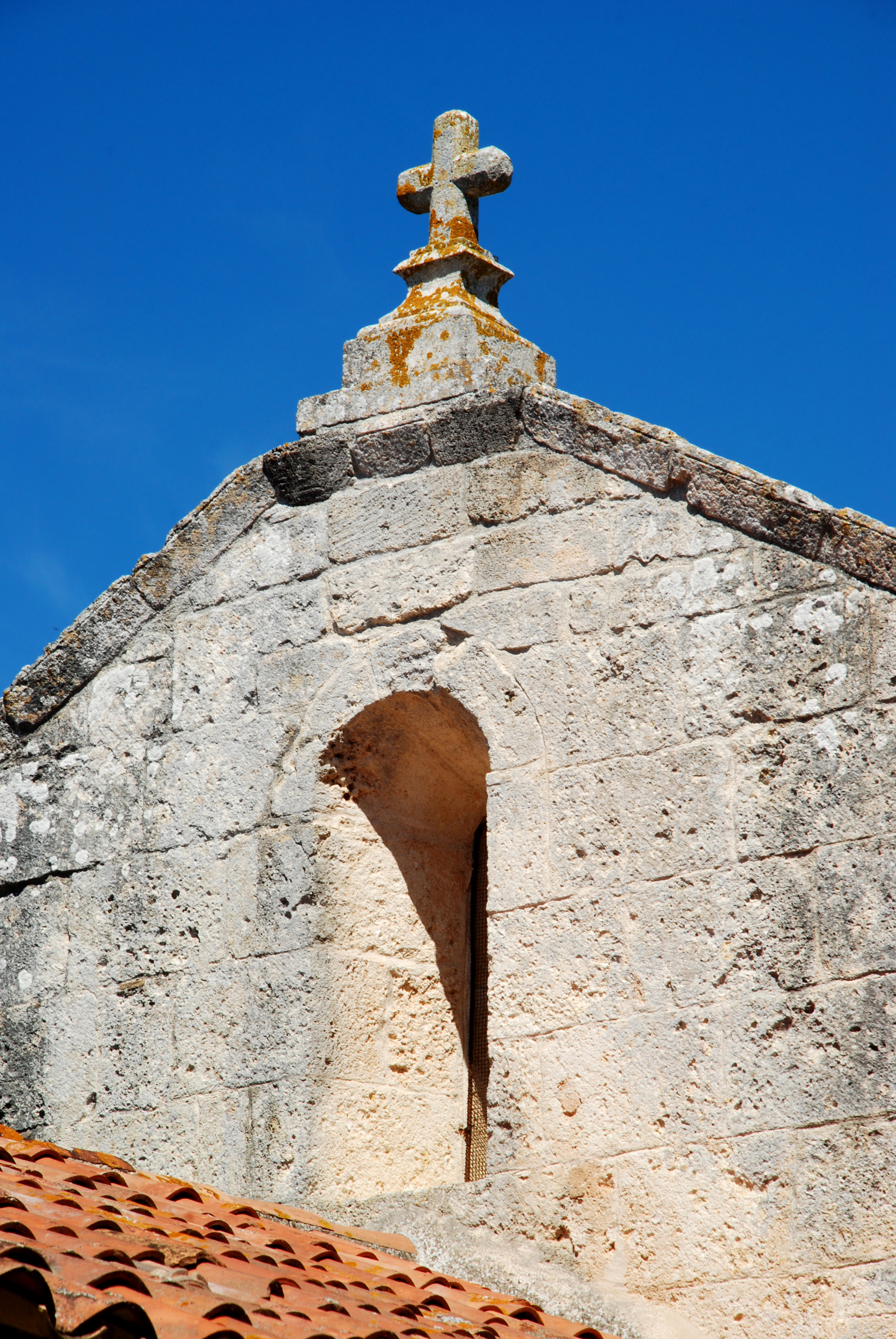
Détail de la chapelle Notre-Dame-de-la-Pitié.

### Personnalités liées à la commune
- Mathieu Deplagne (1991), footballeur français à l'ESTAC Troyes et fils de Dominique Deplagne.
- Dominique Deplagne (1958), entraîneur des gardiens au Montpellier Hérault Sport Club.
- Enzo Selponi (1993), rugbymen  français à l'USA Perpignan.

### Fonds d'archives
- Fonds : Archives communales déposées de Beaulieu (1791-1980) [3,75 ml].  Cote : 27 EDT. Montpellier : Archives départementales de l'Hérault (présentation en ligne).